# Hünenbetten bei Horndorf
Die Hünenbetten bei Horndorf liegen in einem Wald 13 Kilometer östlich von Lüneburg in Niedersachsen inmitten eines Dutzends mittelgroßer, nicht untersuchter Grabhügel. Sie entstanden zwischen 3500 und 2800 v. Chr. in der Jungsteinzeit als Megalithanlagen der Trichterbecherkultur (TBK). Neolithische Monumente sind Ausdruck der Kultur und Ideologie jungsteinzeitlicher Gesellschaften. Ihre Entstehung und Funktion gelten als Kennzeichen der sozialen Entwicklung.
Die Überreste der vier unterschiedlich orientierten Hünenbetten haben Längen zwischen 20 und 35 Metern. Bei den drei etwa Nord-Süd orientierten sind noch wenige Steine der Einfassung erhalten. Das etwa West-Ost orientierte vierte mit der Sprockhoff-Nr. 697 hat keine Randsteine mehr und ist nur noch als flacher Erdhügel erkennbar. Nur bei der südlichsten Anlage mit der Sprockhoff-Nr. 696 finden sich noch Anzeichen einer zerstörten Kammer. In ihrem Südteil steht eine Steinplatte neben einer Grube. Ob es sich bei den anderen Großsteingräbern um kammerlose Hünenbetten handelt oder ob die Kammern noch im Erddamm verborgen sind, kann nur eine Untersuchung ermitteln.